# کایا کیوهارا
کایا کیوهارا (انگلیسی: Kaya Kiyohara؛ زادهٔ ۳۰ ژانویهٔ ۲۰۰۲) بازیگر، مدل و خواننده اهل ژاپن است.